# Mihail Boriszovics Hodorkovszkij
Mihail Boriszovics Hodorkovszkij (cirill betűkkel Михаил Борисович Ходорковский, Moszkva, 1963. június 26. –) orosz üzletember, vállalkozó. 2004-ben Oroszország 1., a világ 16. leggazdagabb embere volt.

## Élete
Karrierjét a Komszomolban kezdte. Az 1990-es években a jelcini „családba” tartozó oligarcha volt. 1992–1993 között energetikai és üzemanyagügyi miniszter, majd a Jukosz olajipari vállalat főrészvényese volt 1993-tól 2005-ig. 
Elítélése
2003. november 25-én letartóztatták, majd 2005 májusában nyolc év szabadságveszésre ítélték pénzmosás, sikkasztás és csalás vádjával.
Oroszország egykori leggazdagabb emberét több millió tonnányi kőolaj ellopásában és 23,5 milliárd dollár tisztára mosásában találták bűnösnek. Az ítélet kihirdetése 2010. december 27-én kezdődött meg a moszkvai Hamovnyiki kerület bíróságán, a büntetés mértékét pedig 2010. december 30-án közölték. Az Interfaksz hírügynökség információi szerint Viktor Danyilkin bíró elmondta, hogy a kiszabott 13 és fél év börtönbüntetésbe beszámították azt a nyolc évet, amelyet az előző perben szabtak ki Hodorkovszkijra; így Vlagyimir Putyin – akkor orosz miniszterelnök – egyik fő ellenfele legkorábban 2017 elején kerülhetett volna szabadlábra.
Hodorkovszkij volt üzlettársa, Platon Lebegyev ugyanennyi büntetést kapott. Nemzetközi vélekedések szerint a két egykori üzletember ellen indított eljárás politikailag motivált volt. 
Németország, az Amerikai Egyesült Államok és az Európai Unió is tiltakozott a bírói testület döntése ellen. Hodorkovszkij mindvégig visszautasította az ellene felhozott vádakat és közölte, hogy szükség esetén a strasbourgi emberi jogi bíróság előtt támadja meg az ítéletet. Vlagyimir Putyin az állami televízióban nyilvánosan követelte a volt olajmágnás elítélését.
Szabadulása
2013. december 20-án váratlanul elnöki kegyelemmel szabadlábra került és azonnal Németországba, majd Svájcba repült.
2015 decemberében az oroszországi hatóságok nemzetközi elfogatóparancsot adtak ki Hodorkovszkij ellen, miután megvádoltak azzal, hogy 1998-ban megölette a szibériai Nyeftyejuganszk város polgármesterét és annak kísérőjét. Az egykori Jukosz-főrészvényes tagadta, hogy köze lenne a gyilkossághoz, és hozzátette, hogy politikai leszámolásnak tartja az ellene folyó eljárást.

## Magyarul megjelent művei
- Harcolok a szabadságért. Írások, dialógusok, interjúk; ford. Tamás Kata; Noran Libro, Budapest, 2011
- Mihail Hodorkovszkij–Martin Sixsmith: Az Oroszország-feladvány. Hogyan esett bele a Nyugat Putyin hatalmi játszmájának csapdájába – és hogyan lehet kiszabadulni belőle; ford. Kende Tamás; Jaffa, Budapest, 2023